# Calochortus mendozae
Calochortus mendozae là một loài thực vật có hoa trong họ Liliaceae. Loài này được Espejo, López-Ferr. & Ceja mô tả khoa học đầu tiên năm 2005.